# Rock & Pop
Rock & Pop je český hudební časopis, věnující se převážně rockové a popové hudbě. Jeho první číslo vyšlo 8. května 1990. Prvním šéfredaktorem byl Jiří Černý a v roce 1992 ho nahradil Vojtěch Lindaur. Později byl šéfredaktorem Ivan Ivanov, kterého roku 2014 nahradil opět Vojtěch Lindaur. Mezi další redaktory patří například Josef Rauvolf nebo Petr Korál. Roku 1991 byla na titulní stránce časopisu fotografie anglického hudebníka Phila Collinse. Ten byl z časopisu údajně nadšený a redakci poslal finanční příspěvek na další činnost magazínu. V roce 2015 časopis kvůli neshodám s bývalým vydavatelem Pavlem Šustrem opustila část redakce a pod Lindaurovým vedením založila nový magazín Rock & All. Ten po 3 letech v prosinci 2018 skončil.